# Jacques Tenon
Pour les articles homonymes, voir Tenon (homonymie).
Jacques Tenon (né le 21 février 1724 à Sépeaux, près de Joigny et mort le 16 janvier 1816 à Paris) est un chirurgien français, connu pour son Mémoire sur les hôpitaux de Paris (1788), source d'inspiration pour la politique hospitalière de Paris, jusqu'au début de la IIIe République.

## Biographie

### Origine et formation
Né dans une famille de chirurgiens, Jacques-René Tenon est l’aîné de 11 enfants. Il passe sa jeunesse à Courtenay. Suivant la lignée familiale, il part pour Paris faire ses études de chirurgie en 1741. Il est pris en charge par un généreux parent l'avocat Nicolas Prévot.
C’est au cours de son cursus qu’il parvient à s’attirer les faveurs de Jacques-Bénigne Winslow, médecin réputé qui enseigne au Jardin du roi, et grâce auquel il peut approfondir et pratiquer ses connaissances. Winslow le fait entrer dans son laboratoire.
En 1745, il est nommé chirurgien militaire et participe aux campagnes de Flandres durant la guerre de succession d'Autriche où il parachève son éducation de chirurgien. 
En 1749, quelques mois après son retour, il est reçu au concours de chirurgien principal des hôpitaux de Paris. Il est affecté à l’hôpital général de la Salpêtrière (hôpital-prison pour femmes), l'homologue féminin de Bicêtre, occupé par plus de six mille personnes dont près de 500 malades. Il soigne les femmes internées et donne des cours à ses nombreux étudiants. Il se montre partisan de l'inoculation de la variole.

### Carrière
En 1757, il accède à la chaire de pathologie du Collège de chirurgie. C’est à ce titre qu’il obtient du chirurgien du roi, Germain Pichault de la Martinière, et du gouvernement, la construction d’un petit hôpital attenant au Collège de chirurgie. C’est l’occasion d’expérimenter de nouvelles thérapies, et d’exercer ses vues sur la bonne administration des établissements hospitaliers. En mai 1759, il entre à l’Académie royale des sciences.
En 1785, il est chargé par le roi, avec huit autres membres de l’Académie des sciences, d'évaluer un projet de reconstruction de l'Hôtel-Dieu de Paris. Ce sera pour lui l'occasion de publier ses conclusions en 1788, dans son célèbre Mémoire sur les hôpitaux de Paris.
Élu député de la Seine-et-Oise de la Législative en 1791, il est nommé premier président du Comité de secours publics, et commande une grande enquête sur les hôpitaux en 1791, qui permet de connaître avec une certaine précision le nombre d’établissements et leurs capacités à travers toute la République, chose que la Monarchie n’avait jamais réussi à faire sous l’Ancien Régime. 

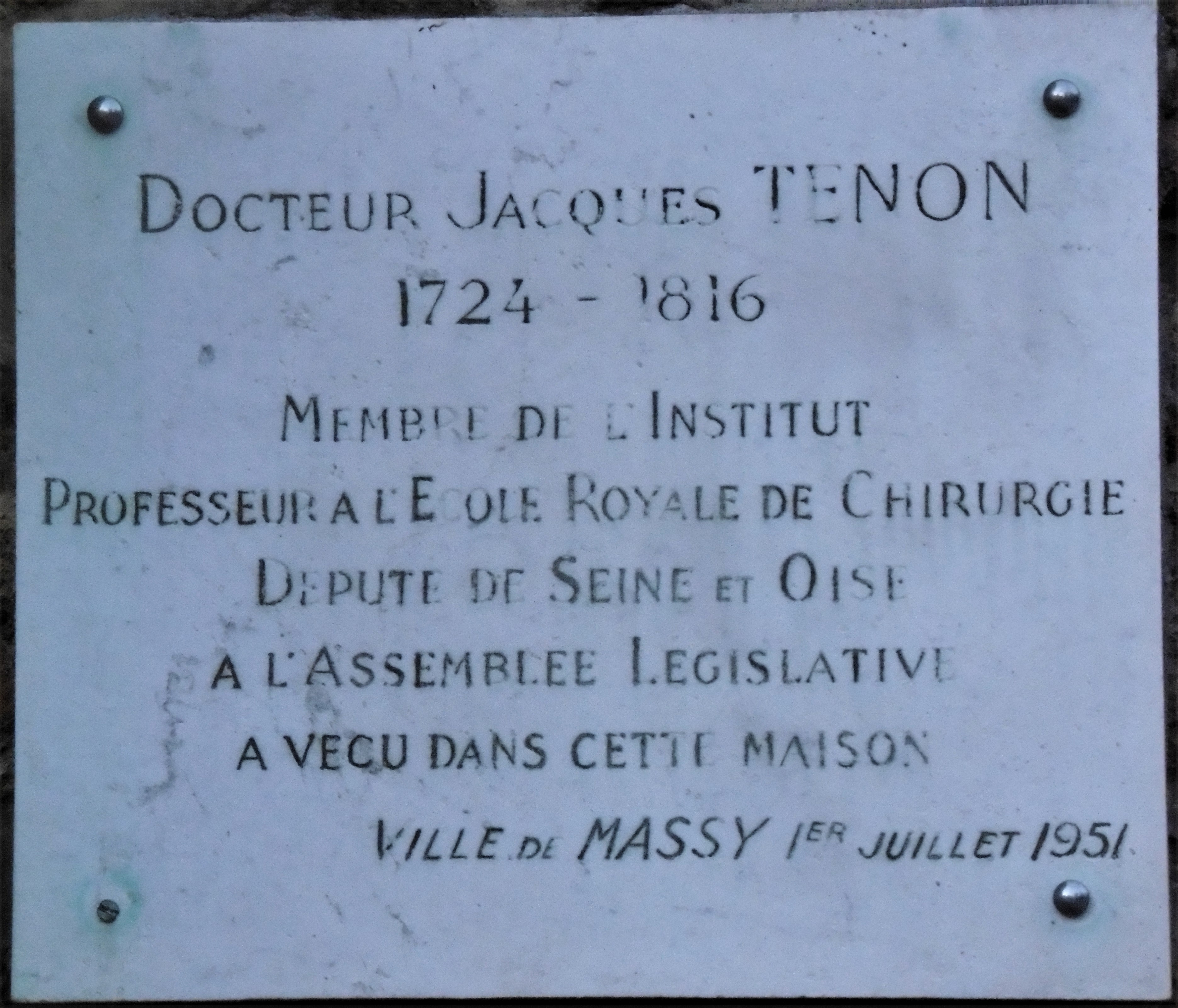
Plaque ancienne propriété de Tenon à Massy

Il n’est pas réélu sous la Convention et, désapprouvant ses excès, se retire sur ses terres à Massy en 1793.
Malgré son élection à l'Institut de France en 1795, et en dépit des demandes pressantes de Bonaparte, il reste à l'écart de la vie politique.
Sa maison est pillée et saccagée par des soldats russes en juillet 1815, il se réfugie à Paris où il meurt quelques mois plus tard le 16 janvier 1816. Il est enterré au cimetière du Père-Lachaise dans la division 10.

## Œuvres

### Mémoire sur les hôpitaux de Paris

#### Contexte

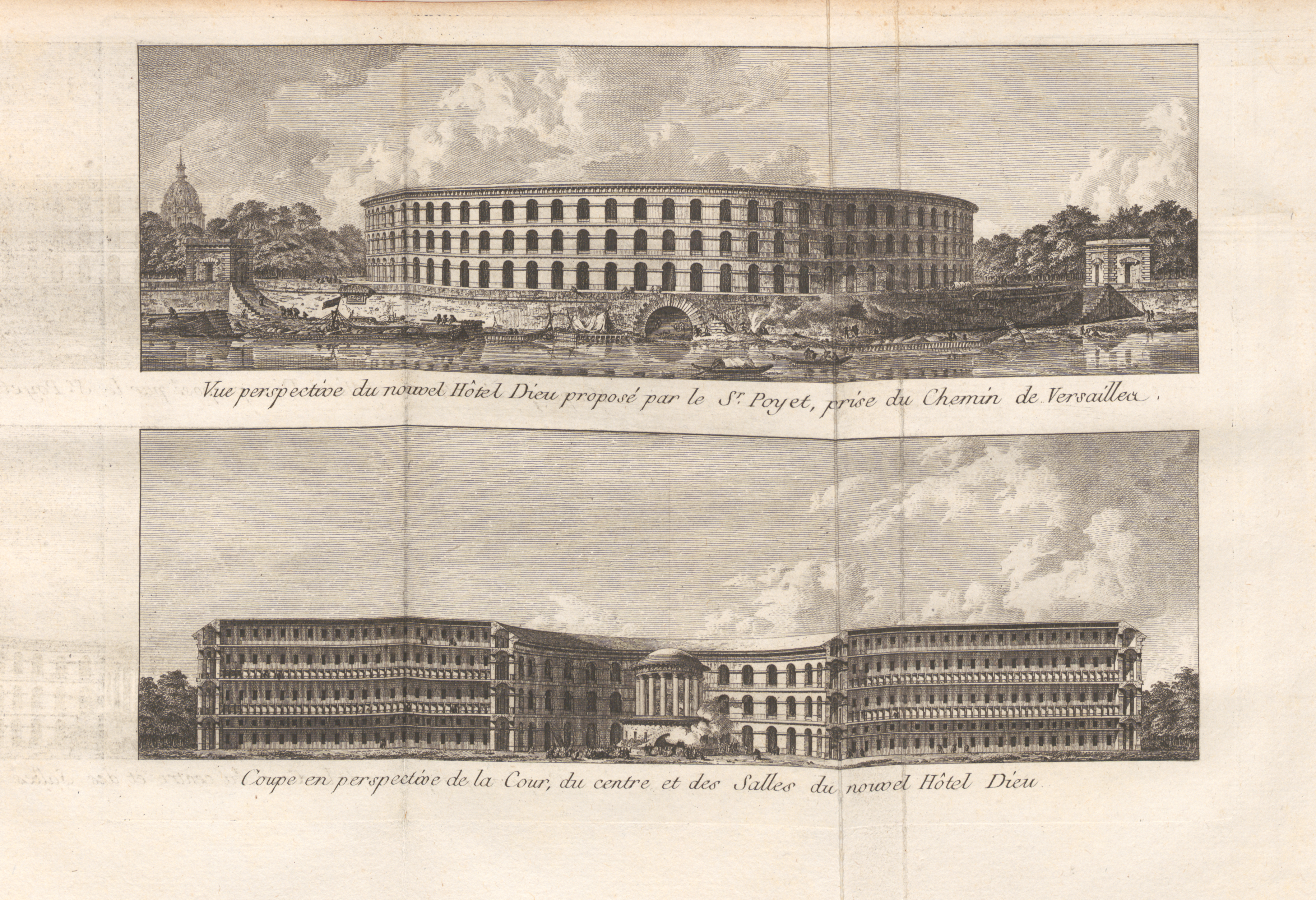
Vue et coupe du projet Poyet de nouvel Hotel-Dieu, 1785.

Plan du premier étage du projet Poyet. L'échelle indique 100 toises, soit près de 200 m.

L'élaboration du traité de Tenon a eu lieu dans le cadre d'un débat public sur ce qu'il fallait faire de l'Hôtel-Dieu de Paris, un ancien hôpital situé au centre de Paris près de Notre-Dame. Au XVIIIe siècle, l'Hôtel-Dieu était notoirement surpeuplé, insalubre et sujet aux incendies. Il était utilisé presque exclusivement par des patients démunis qui n'avaient pas d'autres options. Il avait la réputation d'être un « piège mortel » en raison de ses conditions sordides et de son taux de mortalité élevé. Deux incendies graves s'étaient produits en 1737 et 1772. L'incendie de 1772 détruit une grande partie de l'Hôtel-Dieu et tue de nombreux malades. L'indignation du public face à la perte de vie a suscité des discussions plus systématiques sur d'éventuelles réformes du système hospitalier à Paris.
En 1785, treize ans après l'incendie de 1772, le projet de l'architecte Bernard Poyet (1742-1824) est présenté dans le mémoire Sur la nécessité de transférer et reconstruire l'Hôtel-Dieu rédigé par Claude Coquéau (1755-1794). Poyet propose de construire sur l'île des Cygnes, un hôpital circulaire, réplique extérieure du Colisée de Rome, pouvant contenir plus de 5000 lits médicalisés avec circulation aérienne efficace (renouvellement constant de l'air).
Le baron de Breteuil (1730-1807), secrétaire de la Maison du roi, charge l'Académie royale des Sciences d'évaluer le projet Poyet. À cet effet une commission de 9 membres est créée, Jacques Tenon en fait partie, avec Lassonne,  Daubenton, Bailly, Lavoisier, Laplace, Coulomb, d'Arcet, et Tillet.
Cette commission publie trois rapports successifs. Celui de 1786 refuse le projet Poyet jugé excessif et dans un endroit insalubre, celui de 1787 préconise quatre hôpitaux plus petits répartis dans Paris, et celui de 1788 propose un plan d'hôpital basé sur une structure pavillonnaire.  
Tenon et Coulomb sont mandatés par la commission pour effectuer une mission d'étude en Angleterre en juin et juillet 1787. Ils visitent plus particulièrement l'Hôpital de la marine royale de Stonehouse (en), hôpital pavillonnaire, édifié entre 1758 et 1764 près de Plymouth, et qui leur parait le plus intéressant, pouvant servir de référence. 
En 1788, Tenon publie son propre rapport Mémoires sur les hôpitaux de Paris, ouvrage le plus complet de son époque sur l'organisation hospitalière. 

#### Contenu
L'ouvrage de Tenon se compose de cinq mémoires :
1. Tableau général des Hôpitaux de Paris.
2. Architecture, organisations et résultats des principaux hôpitaux de Paris.
3. Situation, superficie et meilleurs emplacements.
4. Description et organisation de l'Hôtel-Dieu de Paris.
5. Architecture et organisation pouvant remplacer l'Hôtel-Dieu.

Tenon compte 48 hôpitaux à Paris, en négligeant les structures trop petites : 22 hôpitaux de malades, 20 hôpitaux de pauvres valides, et 6 hôpitaux de pauvres (malades ou valides). Il note l'existence d'un hôpital réservé aux protestants. Leur situation juridique est complexe : structure « publique » (du Roi, de l'Hotel de Ville, de l'Archevêque...) ou « privée » (congrégation, ou dons laïques pour orphelins et nécessiteux).
Dans sa description de l'Hôtel-Dieu de Paris, Tenon dresse une critique impitoyable, tout est critiqué : l'espace, la circulation, la disposition des lits, le nombre et le mélange des malades, la malpropreté, la pourriture et les mauvaises odeurs, l'inhumanité et une mortalité effrayantes. Il note qu'une accouchée sur 15 meurt à l'Hôtel-Dieu de Paris, contre 1 sur 128 à Manchester. 
Tenon rejette toute idée de reconstruction à l'identique. Il ne se limite pas à un simple état de l'existant, ou au remplacement d'un modèle architectural par un autre, il propose un véritable schéma d'aménagement hospitalier de l'espace parisien. Son projet consiste à démembrer l'Hôtel-Dieu en quatre hôpitaux plus petits réservés aux malades, en fonction des maladies et des besoins : maternité, fous, contagieux et « fétides ». Tenon prévoit un hôpital constitué de petites unités internes, structurées et dimensionnés selon la nature des maladies, à l'intérieur de pavillons de taille et d'élévation restreintes. 
Tenon souhaite un hôpital fonctionnel, « une machine à guérir » selon ses propres termes, une structure quantifiable qui fasse l'objet d'une gestion et d'une évaluation. Cette machine à guérir repose sur des principes tels que la visibilité (les malades doivent être répartis de façon à qu'on puisse les voir et les distinguer, les évaluer et les comparer), la suffisance et la convenance en termes d'espace de repos, de quantité d'air frais, de distribution des corps et des maladies (isolement des contagieux).
Il propose aussi une centralisation des fonctions administratives des différents hôpitaux, au sein d'une « maison commune » qui serait chargée de la gestion alimentaire et pharmaceutique, de la répartition des moyens matériels et de transports, qu'il prévoit de placer à la Râpée.

#### Postérité

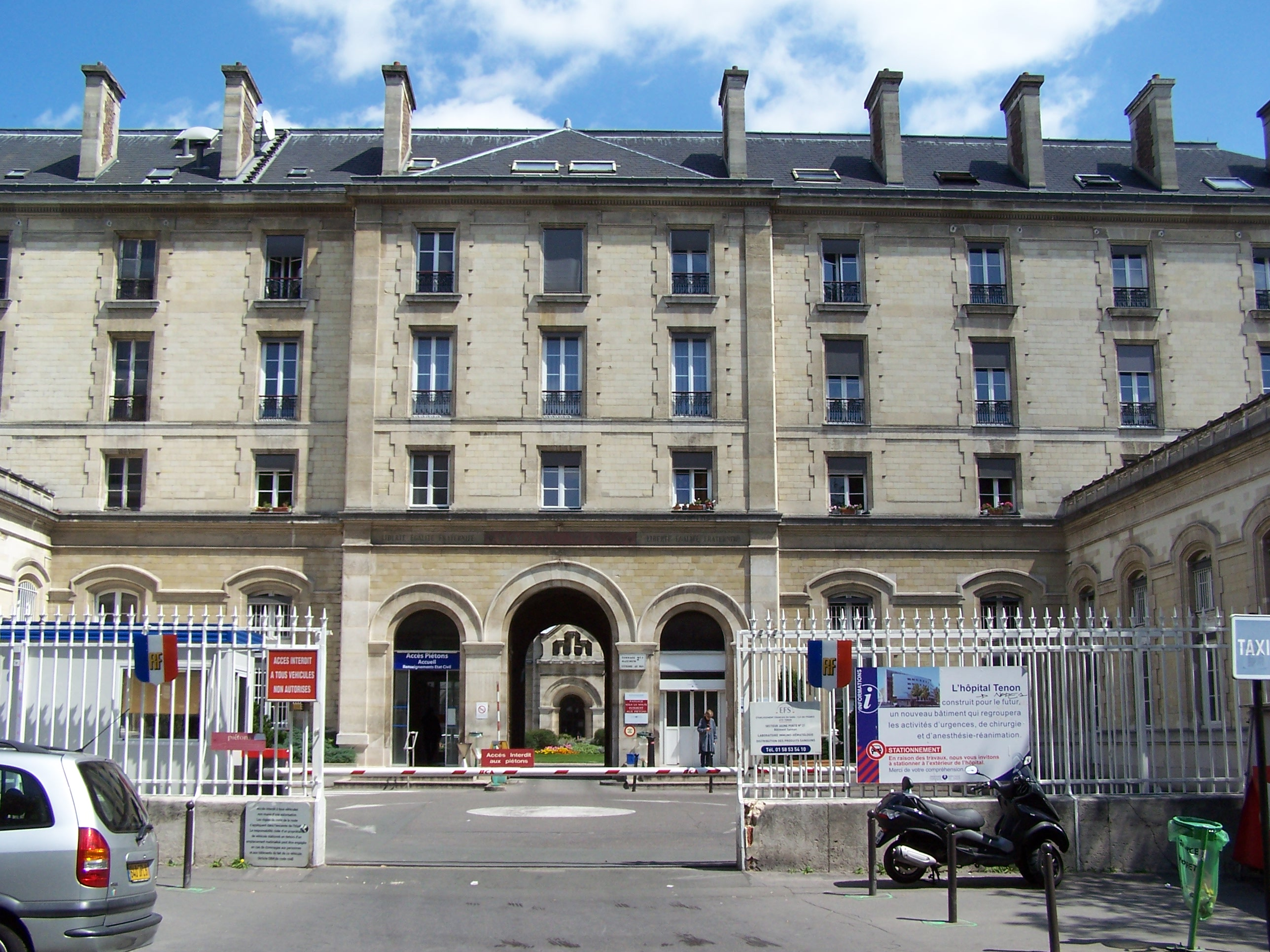
L'hôpital Tenon porte son nom, à Paris.

Tenon ne précise pas sa vision d'ensemble, par exemple il ne dit pas ce que devrait être l'autorité de tutelle de ces hôpitaux, ni ne donne de détails sur l'organisation administrative. Cependant, tout au long du XIXe siècle, la politique hospitalière parisienne parait se conformer aux principes de Tenon. Autour de l'Hôtel-Dieu, les structures hospitalières sont implantées aux quatre points cardinaux, comme Beaujon à l'ouest, Saint-Antoine à l'est, Saint Louis et Lariboisière (de structure pavillonnaire) au nord. Les besoins logistiques communs sont centralisés.
En revanche, l'objet initial des rapports, l'Hôtel-Dieu de Paris, sera finalement reconstruit comme hôpital central de taille importante en 1877. Cela ne répond pas à ce qu'aurait voulu Tenon, mais plutôt à la volonté du préfet Hausmann qui entend rénover le centre de Paris. Tenon est cependant honoré dans le même temps : en 1879, son nom est donné à l'hôpital de Ménilmontant.

### Autres
- De cataracta, 1754.
- Observations sur les obstacles qui s'opposent aux progrès de l'anatomie, Paris, 1785.
- Mémoires et observations sur l'anatomie, la pathologie, et la chirurgie et sur l'organe de la vue, Paris, 1806.
- Offrande aux vieillards de quelques moyens pour prolonger leur vie, Paris, 1813.

Tenon est aussi l'auteur de nombreux mémoires lus en séance dans les Académies et non publiés.

## Hommages
- Son nom a été donné à l'enveloppe fibreuse entourant le globe oculaire et qui participe à la mécanique du globe oculaire : la capsule de Tenon, à la suite de la description qu'il en fit en 1803.
- Un hôpital parisien, l'hôpital Tenon, et une école de Massy portent également son nom.
- Un buste en son honneur,  a été inauguré  le samedi 21 décembre 2024 dans la commune de sépeaux dont il était originaire . Était notamment présent le député rassemblement national Julien Odoul .

### Sources historiques
- Journal général de médecine, de chirurgie et de pharmacie françaises et étrangères, notice nécrologique de Monsieur Jacques Tenon, Recueil périodique de la Société de médecine de Paris, 1816
- Recueil des éloges historiques lus dans les séances publiques de l'Institut de France, G. Cuvier, éd. F. G. Levrault, 1819
- Nouvelle biographie générale depuis les temps les plus reculés jusqu'à nos jours, J.C Hoefer, éd. Firmin Didot frères, 1865
- « Jacques Tenon », dans Adolphe Robert et Gaston Cougny, Dictionnaire des parlementaires français, Edgar Bourloton, 1889-1891 [détail de l’édition]

### Ouvrages modernes
- Michel Foucault, Blandine Barret Kriegel, Anne Thalamy, François Beguin et Bruno Fortier, Les machines à guérir : Aux origines de l'hôpital moderne, Paris, Institut de l'Environnement, 1976.
- Pierre Charles Mocquot, "Jacques-René Tenon (1724-1816), un « originaire de l’Yonne »" in Bulletin de la Société des sciences historiques et naturelles de l’Yonne (1958)
- Jean-Charles Sournia, La médecine révolutionnaire 1789-1799, Paris, Payot, coll. « Médecine et sociétés », 1989, 306 p. (ISBN 2-228-88179-1).
- Jacques Tenon (préf. Sylvain Riquier, Conservateur des Archives de l'AP-HP), Mémoires sur les hôpitaux de Paris, Paris, Doin - Assistance Publique hôpitaux de Paris, 1998 (ISBN 2-7040-0990-2)Fac-similé de l'édition originale de 1788
- Pierre-Louis Laget et Claude Laroche, L'hôpital en France : histoire et architecture, Lyon, Lieux Dits, 2012, 592 p. (ISBN 978-2-362190-54-4)